# Ervin Llani
Ervin Llani (24 de abril de 1983, Lezhë na Albânia) é um futebolista albanês que atualmente joga como goleiro no KF Elbasan e na Seleção Albanesa de Futebol . 